# Lancer du disque masculin aux championnats du monde d'athlétisme 2011
Navigation
Berlin 2009 Moscou 2013
L'épreuve du lancer du disque masculin des championnats du monde de 2011 s'est déroulée les 29 et 30 août 2011 dans le stade de Daegu en Corée du Sud. Elle est remportée par l'Allemand Robert Harting.

## Records et performances

### Records
Les records du lancer du disque hommes (mondial, des championnats et par continent) étaient avant les championnats 2011 les suivants.
| Record                    | Athlète         | Pays               | Distance | Lieu              | Date             |
| ------------------------- | --------------- | ------------------ | -------- | ----------------- | ---------------- |
| Record du monde           | Jürgen Schult   | Allemagne de l'Est | 74,08 m  | Neubrandenburg    | 6 juin 1986      |
| Record des championnats   | Lars Riedel     | Allemagne          | 69,72 m  | Edmonton          | 8 août 2001      |
| Record d'Afrique          | Frantz Kruger   | Afrique du Sud     | 70,32 m  | Salon-de-Provence | 26 mai 2002      |
| Record d'Asie             | Ehsan Hadadi    | Iran               | 69,32 m  | Tallinn           | 3 juin 2008      |
| Record d'Amérique du Nord | Ben Plucknett   | États-Unis         | 71,32 m  | Eugene            | 4 juin 1983      |
| Record d'Amérique du Sud  | Jorge Balliengo | Argentine          | 66,32 m  | Rosario           | 15 avril 2006    |
| Record d'Europe           | Jürgen Schult   | Allemagne de l'Est | 74,08 m  | Neubrandenburg    | 6 juin 1986      |
| Record d'Océanie          | Benn Harradine  | Australie          | 66,45 m  | Split             | 5 septembre 2010 |

### Meilleures performances de l'année 2011
Les dix lanceurs du disque les plus performants de l'année sont, avant les championnats (au 21 août 2011), les suivants. Parmi ces 10 figurent 2 allemands, 2 espagnols, un hongrois, un américain, un polonais, un lituanien, un britannique et un estonien.
|    | Athlète                | Pays        | Distance | Date            |
| -- | ---------------------- | ----------- | -------- | --------------- |
| 1  | Zoltán Kövágó          | Hongrie     | 69,50 m  | 30 juillet 2011 |
| 2  | Robert Harting         | Allemagne   | 68,99 m  | 21 mai 2011     |
| 3  | Jarred Rome            | États-Unis  | 68,76 m  | 6 août 2011     |
| 4  | Piotr Malachowski      | Pologne     | 68,49 m  | 25 juin 2011    |
| 5  | Mario Pestano          | Espagne     | 67,97 m  | 7 août 2011     |
| 6  | Virgilijus Alekna      | Lituanie    | 67,90 m  | 24 juillet 2011 |
| 7  | Lawrence Okoye         | Royaume-Uni | 67,63 m  | 9 juillet 2011  |
| 8  | Gerd Kanter            | Estonie     | 67,49 m  | 6 mai 2011      |
| 9  | Martin Wierig          | Allemagne   | 67,21 m  | 21 mai 2011     |
| 10 | Yennifer Frank Casañas | Espagne     | 67,18 m  | 28 juin 2011    |

## Engagés
Pour se qualifier, il faut avoir réalisé au moins 65,00 m (minimum A) ou 63,00 m (minimum B) entre le 15 octobre 2010 et le 15 août 2011.

## Médaillés
| Or                   | Argent            | Bronze             |
| Robert Harting (GER) | Gerd Kanter (EST) | Ehsan Hadadi (IRN) |

## Résultats

### Finale
| Rang               | Athlète           | Pays        | Essais  | Essais  | Essais  | Essais  | Essais  | Essais  | Marque  | Notes |
| Rang               | Athlète           | Pays        | 1       | 2       | 3       | 4       | 5       | 6       | Marque  | Notes |
| ------------------ | ----------------- | ----------- | ------- | ------- | ------- | ------- | ------- | ------- | ------- | ----- |
| Médaille d'or      | Robert Harting    | Allemagne   | 68,49 m | X       | 68,10 m | 68,97 m | 66,33 m | X       | 68,97 m |       |
| Médaille d'argent  | Gerd Kanter       | Estonie     | 62,79 m | 66,95 m | 66,13 m | 66,90 m | X       | 65,83 m | 66,95 m |       |
| Médaille de bronze | Ehsan Hadadi      | Iran        | 65,29 m | 64,07 m | X       | X       | 65,50 m | 66,08 m | 66,08 m | SB    |
| 4                  | Märt Israel       | Estonie     | 61,87 m | 63,60 m | 64,31 m | 63,73 m | 65,20 m | X       | 65,20 m |       |
| 5                  | Benn Harradine    | Australie   | 64,43 m | 64,02 m | 62,08 m | X       | 64,18 m | 64,77 m | 64,77 m |       |
| 6                  | Virgilijus Alekna | Lituanie    | 62,75 m | X       | 64,09 m | 62,62 m | X       | 61,25 m | 64,09 m |       |
| 7                  | Vikas Gowda       | Inde        | 60,79 m | 61,51 m | 64,05 m | 62,81 m | 62,16 m | 62,16 m | 64,05 m |       |
| 8                  | Jorge Fernández   | Cuba        | 61,05 m | 63,54 m | 63,10 m | X       | 60,11 m | 61,77 m | 63,54 m |       |
| 9                  | Piotr Malachowski | Pologne     | 58,28 m | X       | 63,37 m |         |         |         | 63,37 m |       |
| 10                 | Jason Young       | États-Unis  | 62,54 m | X       | 63,20 m |         |         |         | 63,20 m |       |
| 11                 | Mario Pestano     | Espagne     | 62,97 m | 63,00 m | 62,74 m |         |         |         | 63,00 m |       |
| 12                 | Brett Morse       | Royaume-Uni | 60,84 m | 62,69 m | 57,87 m |         |         |         | 62,69 m |       |

### Qualifications
| Rang | Athlète           | Pays        | Distance | Essais  | Essais  | Essais  | Essais |
|      |                   |             |          | Essai 1 | Essai 2 | Essai 3 |        |
| ---- | ----------------- | ----------- | -------- | ------- | ------- | ------- | ------ |
| 1    | Ehsan Hadadi      | Iran        | 65,21 m  | 65,21 m | 64,74 m | -       |        |
| 2    | Robert Harting    | Allemagne   | 64,93 m  | 64,93 m | 63,75 m | -       |        |
| 3    | Virgilijus Alekna | Lituanie    | 64,21 m  | 64,21 m | 63,57 m | x       |        |
| 4    | Vikas Gowda       | Inde        | 63,99 m  | 62,37 m | 63,99 m | 61,85 m |        |
| 5    | Gerd Kanter       | Estonie     | 63,50 m  | 62,77 m | 63,50 m | x       |        |
| 6    | Benn Harradine    | Australie   | 63,49 m  | x       | 63,49 m | 51,86 m |        |
| 7    | Jason Young       | États-Unis  | 63,14 m  | 61,75 m | x       | 63,14 m |        |
| 8    | Jarred Rome       | États-Unis  | 62,22 m  | 58,86 m | 62,22 m | 61,00 m |        |
| 9    | Wu Jian           | Chine       | 62,07 m  | 59,51 m | 62,07 m | x       |        |
| 10   | Jason Morgan      | Jamaïque    | 61,75 m  | 58,51 m | 57,56 m | 61,75 m |        |
| 11   | Erik Cadée        | Pays-Bas    | 61,62 m  | 61,03 m | x       | 61,62 m |        |
| 12   | Niklas Arrhenius  | Suède       | 60,57 m  | 60,57 m | x       | x       |        |
| 13   | Abdul Buhari      | Royaume-Uni | 60,21 m  | x       | 60,21 m | 58,37 m |        |
| 14   | Roland Varga      | Croatie     | 59,09 m  | x       | 59,09 m | x       |        |
|      | Róbert Fazekas    | Hongrie     | NM       | x       | x       | x       |        |
|      | Frank Casañas     | Espagne     | DNS      |         |         |         |        |

| Rang | Athlète             | Pays        | Distance | Essais  | Essais  | Essais  | Essais |
|      |                     |             |          | Essai 1 | Essai 2 | Essai 3 |        |
| ---- | ------------------- | ----------- | -------- | ------- | ------- | ------- | ------ |
| 1    | Piotr Malachowski   | Pologne     | 65,48 m  | 64,22 m | x       | 65,48 m |        |
| 2    | Mario Pestano       | Espagne     | 65,13 m  | 65,13 m | -       | -       |        |
| 3    | Jorge Fernández     | Cuba        | 64,94 m  | 64,94 m | -       | -       |        |
| 4    | Märt Israel         | Estonie     | 64,19 m  | 63,49 m | 64,19 m | x       |        |
| 5    | Brett Morse         | Royaume-Uni | 62,38 m  | 60,62 m | 62,38 m | 59,29 m |        |
| 6    | Jan Marcell         | Tchéquie    | 62,29 m  | 60,46 m | 62,29 m | 59,26 m |        |
| 7    | Zoltán Kövágó       | Hongrie     | 62,16 m  | 58,14 m | 62,16 m | x       |        |
| 8    | Rutger Smith        | Pays-Bas    | 62,12 m  | 60,17 m | 59,64 m | 62,12 m |        |
| 9    | Martin Wierig       | Allemagne   | 61,68 m  | x       | x       | 61,68 m |        |
| 10   | Gerhard Mayer       | Autriche    | 61,47 m  | 61,47 m | 55,33 m | 59,60 m |        |
| 11   | Leif Arrhenius      | Suède       | 61,33 m  | 61,33 m | x       | x       |        |
| 12   | Mohammad Samimi     | Iran        | 61,10 m  | x       | x       | 61,10 m |        |
| 13   | Lance Brooks        | États-Unis  | 61,07 m  | 60,55 m | 61,01 m | 61,07 m |        |
| 14   | Ercüment Olgundeniz | Turquie     | 60,86 m  | 53,34 m | x       | 60,86 m |        |
| 15   | Markus Münch        | Allemagne   | 60,80 m  | 58,27 m | 60,80 m | 60,59 m |        |
| 16   | Martin Maric        | Croatie     | 60,61 m  | 59,72 m | x       | 60,61 m |        |
| 17   | Carl Myerscough     | Royaume-Uni | 60,29 m  | 60,29 m | 57,65 m | 59,40 m |        |

## Légende
Records et Performances
- AR : Record continental (area record)
- CR : Record des championnats (championship record)
- MR : Record du meeting (meet record)
- NR : Record national (national record)
- OR : Record olympique (olympic record)
- PR : Record paralympique (paralympic record)
- PB : Record personnel (personal best)
- SB : Meilleure performance personnelle de la saison (season's best)
- WL : Meilleure performance mondiale de l'année (world leader)
- WJR : Record du monde junior (world junior record)
- WR : Record du monde (world record)

Circonstances et Conditions
- DNF : N'a pas terminé (did not finish)
- DNS : N'a pas pris le départ (did not start)
- DQ : Disqualification (disqualification)
- NM : Aucun essai valable enregistré (No Mark)
- Q : Qualifié « directement » au prochain tour (ou à la prochaine compétition), lors d'une compétition majeure, grâce au classement ou à la réalisation des minima (automatic qualifier)
- q : Qualifié au prochain tour (ou à la prochaine compétition), lors d'une compétition majeure, grâce au repêchage ou à la réalisation de l'une des meilleures performances parmi celles des « non qualifiés directement » (grâce au meilleur temps ou à la meilleure distance par exemple) (secondary qualifier)